# Chilbudiusz
Chilbudiusz (gr. Χιλβούδιος) – zgodnie z relacją Prokopiusza z Cezarei Ant, który w 544/545 roku podszył się pod wodza bizantyjskiego.
Prawdziwy Chilbudiusz był namiestnikiem Tracji, na początku lat 30. VI wieku skutecznie powstrzymującym najazdy plemion słowiańskich na linii Dunaju. W 534 roku poległ w jednej z bitew. Dziesięć lat później jeden z Antów podszył się pod rzekomo cudownie ocalałego dowódcę bizantyjskiego, celem przeprowadzenia intrygi w szeregach wroga. Zdemaskowany w 545 roku, został uwięziony i odesłany do Konstantynopola.